# 范滂
范滂（137年—169年），字孟博，汝南郡征羌县（今河南郾城東南）人，以抑制豪強，反對十常侍知名於時，但也因此在黨錮之禍中罹難。

## 生平
最初任清詔使出使冀州，遷光祿勳主事，又闢太尉掾，曾檢舉刺史、二千石等權貴共二十多人。後為被汝南太守宗資委任為功曹。范滂的外甥西平人李頌，是公侯家族後代，但是被鄉里百姓唾棄，中常侍唐衡把李頌推薦給宗資，宗資打算任命他做官。范滂認為李頌品行惡劣，壓下任命不徵召他。
延熹九年（166年）與李膺、陳蕃、王暢等同時被捕。范滂因同囚的人大多生病了，於是請求讓他先受刑，就和同郡人袁忠一起爭相受刑。太學生謂之“八顧”，次年釋放還鄉，獲汝南、南陽士大夫熱烈歡迎。同鄉士人殷陶、黃穆甘願侍奉其側，但范滂推辭，認為只會加重日後之災禍，隨後低調回鄉。
建宁二年（169年），东汉朝廷大范围地诛杀党人，诏令迅速逮捕范滂等人。督邮吴导来到征羌县，抱着诏书，关闭传舍的房门，趴在床上悲痛哭泣不忍心出门，全县都不知道是为什么。范滂听说后说：“督邮为什么哭泣？这一定是因为我。”范滂于是立即前往监狱。征羌县县令郭揖大惊，出门自解官印，拉着范滂一起逃亡，说：“天下这么大，你怎么在这里呢？”范滂说：“范滂死了灾祸就会停止，哪里敢用自己的罪来连累您，又让老母流离失所呢？”范滂的母亲来和范滂诀别，范滂对母亲说：“弟弟仲博孝敬老人，足以奉养您，范滂跟随父亲龙舒君范显命归黄泉，我们生死存亡各得其所。希望母亲大人忘掉不能忍受分离的深情，不再增加伤感悲哀。”范滂的母亲说：“你今天可以与李膺、杜密齐名，死了又有什么遗憾！既有美名，又想求得长寿，美名和长寿两者可以都得到吗？”范滂跪下接受母亲教诲，两次下拜后向母亲辞别。范滂回头对自己的兒子说：“我想让你做恶，但恶是不应该做的，我想让你行善，但我没做恶却落得如此。”道旁的人听到范滂的话，没有人不为之流泪。之后范滂與李膺、杜密等百餘人被逮捕，死于狱中，虚岁三十三。

## 相關故事
蘇軾少時，母親程氏教其《後漢書·范滂傳》，蘇軾問說如果他成了范滂，那母親將如何，程氏回答說，“你如果像范滂一樣，我難道不能像范滂的母親一樣嗎？” 

## 延伸阅读
[在维基数据编辑]
 《後漢書/卷67》，出自范晔《後漢書》